# Логінов Лев Миколайович
Лев Миколайович Логінов (рос. Лев Никола́евич Ло́гинов; 23 жовтня 1935, Іланськ, Красноярський край, РРФСР, СРСР — 6 жовтня 2014, Москва, Російська Федерація) — радянський та російський інженер-механік, підприємець, генеральний директор Красноярського комбайнового заводу (1979—1996).
Доктор економічних наук, професор. Лауреат премії Президента РФ у галузі освіти, лауреат премії Уряду РФ, Заслужений машинобудівник РРФСР.

## Біографія
Лев Логінов народився 23 жовтня 1935 року. У 1961 році він закінчив Красноярський політехнічний інститут, після чого почав трудову діяльність, почавши працювати шахтарем. Із 1962 року працював на заводі комбайнів у Красноярську, де пройшов шлях від технолога до начальника цеху. У 1968 році був призначений директором заводу електромонтажних виробів. У 1971 році переведений заступником директора заводу телевізорів, де після утворення виробничого об'єднання «Іскра» був призначений заступником генерального директора з виробництва.
У 1979 році був призначений генеральним директором Красноярського виробничого об'єднання по зернозбиральних комбайнах. У 1988 році Лев Логінов був обраний генеральним директором Красноярського комбайнового заводу. При ньому завод став лідером союзного машинобудування. Працівники комбайнового заводу мали найвищий рівень соціальної забезпеченості. Зокрема, були побудовані сотні тисяч квадратних метрів житла, зведений комплекс адміністративних установ, вкладені величезні кошти в будівництво міських лікарень. Завод був відомий найвищою забезпеченістю дитячими садками та спортивними спорудами серед подібних підприємств.
Також Лев Логінов зробив значний внесок у соціально-економічний розвиток Красноярського краю. Він сприяв розвитку матеріально-технічної бази Сибірського відділення Російської інженерної академії. В його активі великий внесок у розвиток сільгоспмашинобудування. Лев Логінов є автором понад 20 наукових праць, 6 винаходів впроваджені на заводах галузі. Крім того, під його керівництвом було здійснений перехід до серійного випуску нового комбайна СКД-6 «Сибіряк», освоєний випуск високопродуктивних комбайнів «Єнісей».
У 1996 році Лев Логінов залишив посаду директора заводу. Після відставки входив до правління Російського союзу промисловців і підприємців. Останні роки життя він жив у Москві, де й помер 6 жовтня 2014 року.

## Наукові досягнення
- Доктор економічних наук, професор. Був академіком Російської та Міжнародної інженерних академій, віце-президентом Сибірського відділення Російської інженерної академії, академіком Академії проблем безпеки, оборони та правопорядку РФ.

## Нагороди

### Державні нагороди Російської Федерації
- орден «За заслуги перед Вітчизною» III ступеня (21 червня 1995 року) — за заслуги перед державою, успіхи, досягнуті в праці, великий внесок у зміцнення дружби і співробітництва між народами;
- Лауреат Премії Президента Російської Федерації в області освіти;
- Лауреат Премії Уряду Російської Федерації в області освіти і науки;
- інші медалі.

### Державні нагороди СРСР
- 3 ордена Трудового Червоного Прапора
- Орден Дружби народів (5 вересня 1990 року) — за великий особистий внесок в успішне проведення випробувань зернозбиральних комбайнів «Єнісей» в умовах Китайської Народної Республіки та братську допомогу в зборі врожаю зернових культур[4]
- почесне звання «Заслужений машинобудівник РРФСР»
- інші медалі.

### Громадські та муніципальні нагороди
- орден «Петра Великого»
- орден «Олександра Невського»
- орден «Михайло Ломоносов»
- золота зірка «Честь, Гордість та Слава Росії» — за видатні заслуги перед Вітчизною, що сприяють процвітанню, величі та славі Росії
- звання «Почесний громадянин Красноярська».